# Königreich Aragón
Das Königreich Aragón (aragonesisch Reino d’Aragón, katalanisch Regne d’Aragó, spanisch Reino de Aragón) war ein Staatsgebilde des mittelalterlichen Spaniens, welches von 1035 bis 1707 existierte.
Das Königreich Aragón ging 1035 durch eine Abspaltung aus dem baskischen Königreich Navarra unter einem Seitenzweig des Hauses Jiménez hervor. Im ersten Jahrhundert seines Bestehens konnte es sich neben dem Königreich Navarra, dem aus dem Königreich Asturien hervorgegangenen Königreich León-Kastilien und dem wiederum davon abgespaltenen Königreich Portugal als eines der vier wichtigsten christlichen Reiche auf der Iberischen Halbinsel etablieren. Ursprünglich auf die Südausläufer der Pyrenäen begrenzt konnte es im Zuge der Reconquista gegen das muslimische Al-Andalus territorial erheblich nach Süden expandieren.
In der Mitte des 12. Jahrhunderts wurde das Königreich Aragón zum Namensgeber der Krone Aragón. Dieses Territorialkonglomerat wurde durch die Union des Königreichs mit dem Fürstentum Katalonien unter dem Haus Barcelona geschaffen.
Durch eine dynastische Vereinigung im frühen 16. Jahrhundert wurden Aragón und die mit ihm assoziierten Länder mit dem Königreich Kastilien zum modernen Königreich Spanien verbunden. Aragón bestand darin allerdings als autonome Gebietskörperschaft fort, bis es im Jahr 1707 durch König Philipp V. in den Decretos de Nueva Planta aufgelöst und mit den Institutionen Kastiliens zu einem spanischen Zentralstaat vereint wurde. Erst im Jahr 1982 erhielt Aragón, nun als autonome Gemeinschaft innerhalb Spaniens (siehe: Aragonien), wieder den Status einer eigenständigen Gebietskörperschaft.

## Geschichte

### Ursprung und Expansion
Das spanische Königreich Aragón hatte seinen Ursprung in der alten fränkischen Grafschaft Aragón, die seit dem frühen 9. Jahrhundert als einer der Amtsbezirke der spanischen Mark des fränkischen Reichs bestand. Die Grafschaft umfasste damals das Gebiet um den Hauptort Jaca, entsprechend der heutigen Comarca Jacetania, und wurde nach dem sie durchfließenden Río Aragón benannt. Das Grafenhaus war wahrscheinlich baskischer Abstammung und entfremdete sich aufgrund dynastischer und damit politischer Bande zu den benachbarten unabhängigen Basken von Pamplona (Königreich Navarra) schnell vom fränkischen Reich. Durch die Ehe seiner letzten Erbin Andregoto mit dem König García I. wurde Aragón schließlich vom Königreich Navarra annektiert, wo es für mehrere Generationen verblieb. König Sancho III. der Große, der die Herrschaft über nahezu alle christlichen Reiche Spaniens für seine Dynastie errang, beschloss kurz vor seinem Tod 1035 eine Gebietsaufteilung unter seine Söhne. Seinem unehelichen Sohn Ramiro I. dachte er die alte Grafschaft Aragón zu, für die dieser allerdings nun wie alle anderen Brüder auch mit allen Regalien eines Königs ausgestattet werden sollte, womit letztlich das Königreich Aragón begründet wurde.

Der Expansionsverlauf des Königreichs Aragón unter dem Haus Jiménez.

Schon unter seinen ersten tatkräftigen Königen aus dem Haus Jiménez vergrößerte Aragón sein Territorium erheblich und sicherte sich damit einen Platz unter den maßgebenden spanischen Reichen des Mittelalters. Ramiro I. (1035–1063) behauptete zunächst die Unabhängigkeit seines kleinen Reiches gegenüber seinem älteren Bruder García III. von Navarra und übernahm nach dem Tod des jüngeren Bruders Gonzalo 1045 dessen Gebiete Sobrarbe und Ribagorza. Sein Sohn Sancho Ramírez (1063–1094) leitete eine politische Annäherung an die römische Kirche ein und annektierte 1076 die Kerngebiete Navarras um Pamplona. Unter ihm setzte auch die Expansion gegen Al-Andalus ein, mit dem Taifa-Königreich von Saragossa als unmittelbarem Gegner. Begünstigt wurde Aragón dabei vor allem durch französische Militärhilfe, die dank der Vermittlung durch den Papst und familiärer Beziehungen des Königshauses zum französischen Adel gewonnen werden konnte. Mit den Eroberungen von Huesca 1096 und Barbastro 1100 durch Peter I. (1094–1104) konnte die Grenze Aragóns bis an den Vero vorgeschoben werden. Unter Alfons I. „dem Krieger“ (el Batallador, 1104–1134) wurde 1118 das mittlere Ebro-Tal samt dem nördlichsten muslimischen Vorposten Saragossa erobert, das mit christlichen Volksgruppen neubesiedelt (Repoblación) und zur neuen Hauptstadt des Königreichs gemacht wurde.

### Krone Aragón

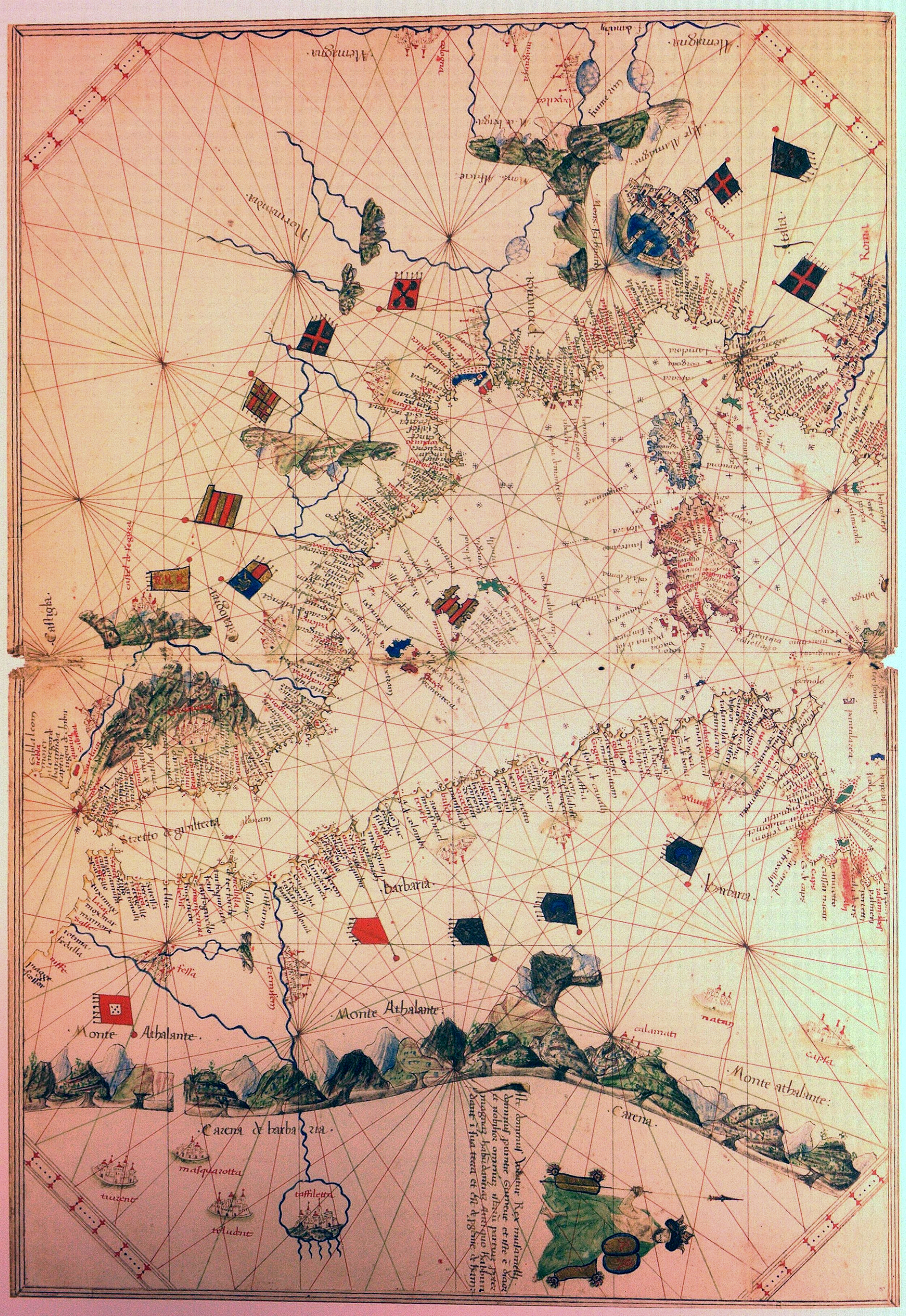
Der Einflussbereich des Königreichs Aragón im Spätmittelalter nach der Portolankarte Andrea Benincasas von 1476 in der Handschrift Genf, Bibliothèque de Genève, Ms. lat. 81

Auf den Tod Alfons’ I., der keinen Thronfolger hinterlassen hatte, hatten die aragónesischen Großen dessen Bruder Ramiro II. (1134–1137) zum König proklamiert, obwohl dieser als Mönch und Bischofselekt einem geistlichen Stand angehört hatte. Nach einem kurzen politischen Wechselspiel mit dem König von León-Kastilien, Alfons VII. „dem Kaiser“, hatte Ramiro die Eroberungen seiner Brüder bewahren können. Gleich nach der Geburt seiner Tochter Petronella (1137–1164) hatte er diese zu seiner Erbin bestimmt, sie 1137 mit dem mächtigen Graf Raimund Berengar IV. von Barcelona verheiratet und diesem dazu die Regierungsgeschäfte in Aragón überantwortet. Diese aragónesisch-katalanische Ehe hatte jene dynastische Personalunion von Aragón und Katalonien begründet, die unter dem Oberbegriff „Krone Aragón“ das Fundament eines Territorialkonglomerats legte, welches während des Mittelalters und der frühen Neuzeit die Vormachtposition im westlichen Mittelmeer innehielt. Unter dem ersten König dieser Union, Alfons II. (1162–1196), hatte die territoriale Expansion Aragóns durch die Gründung von Teruel im Jahr 1171 ihren Endpunkt erreicht. Eine weitere Expansion in den Raum südlich davon war durch die Landnahme Kastiliens bzw. durch die Gründung des Königreichs Valencia blockiert worden.

Aragón und Kastilien im 15. Jahrhundert

Das Reich der Krone Aragón unter dem Haus Barcelona war kein zentralisierter Einheitsstaat, sondern entsprach von Anfang an einer Personalunion, in welcher die zwei Teilreiche, eben das Königreich Aragón und das Fürstentum Katalonien, mit Ausnahme des Herrschers institutionell voneinander separiert blieben und je eigene Rechtsgewohnheiten pflegten. So hatten beispielsweise die Stände Aragóns seit dem späten 12. Jahrhundert ihre Interessen innerhalb des Konglomerats in einem eigenen Ratsgremium (Cortes) zu wahren gesucht. Das Verhältnis beider Teilreiche zueinander war trotz eines gemeinsamen Regenten nicht frei von Spannungen. Besonders als im 13. Jahrhundert Aragón gegenüber Katalonien wirtschaftlich wie politisch in Hintertreffen geriet, da es als reines Binnenland durch die Gründung des Königreichs Valencia seiner Expansionsmöglichkeiten und damit eines Zugangs zum Meer beraubt wurde, während Katalonien begünstigt durch seine Küstenlage zu einem Zentrum des Handels und der Politik im westlichen Mittelmeerraum aufsteigen konnte. Die Gegensätze zwischen Aragón und Katalonien mündeten schließlich in dem Richtungsstreit, der 1410 auf den erbenlosen Tod des letzten Königs des Hauses Barcelona, Martin I., gefolgt war und die Vertreter der Stände Aragóns, Kataloniens und Valencias um dessen Nachfolge rangen. Im Kompromiss von Caspe 1412 hatten sich schließlich die Aragónesen mit der Stimmenunterstützung der Valencianer durchsetzen und einen Angehörigen des kastilischen Königshauses Trastámara auf den Thron gewählt, gegen einen Prätendenten der katalanischen Dynastie. Mit dieser Wahl war die dynastische Annäherung der Krone Aragón an das Königreich Kastilien eingeleitet worden, die durch die Eheschließung (1469) König Ferdinands II. „des Katholischen“ (1452–1516) mit dessen Cousine, Königin Isabella I. „der Katholischen“ (1451–1504), zu einer dauerhaften Personalunion mit Kastilien führte, auf welcher das vereinte Königreich Spanien fußt.

### Im vereinten Spanien
Auch innerhalb des in Personalunion vereinten Spaniens unter dem Haus Habsburg behielt Aragón wie auch jene mit seiner Krone assoziierten Gebiete ihre staatliche Autonomie mit eigenen Cortes und Selbstverwaltung. Dies änderte sich allerdings nach dem Aussterben der spanischen Habsburger und dem darauf folgenden Ausbruch des Spanischen Erbfolgekriegs 1701. Neben den Ständen von Katalonien unterstützten auch jene von Aragón den Prätendenten der österreichischen Habsburger, Erzherzog Karl („Carlos III.“), im Kampf gegen den vom letzten König bestimmten Thronfolger, den französischen Bourbonen Philipp V. Nachdem dieser jedoch in der Schlacht von Almansa am 25. April 1707 einen entscheidenden Sieg gegen die Habsburger und ihre Alliierten errungen hatte, nutzte er diesen Erfolg zur Neugestaltung der administrativen Gliederung des spanischen Königreichs. Dabei strebte er, dem Vorbild seiner französischen Heimat und des Absolutismus seines Großvaters Ludwig XIV. folgend, eine Zentralisierung des spanischen Staates an, wobei die Autonomie von dessen Teilreichen, vornehmlich jene der Krone Aragón, aufgehoben werden sollten. Am 29. Juni 1707 verfügte Philipp V. in den ersten von ihm erlassenen Decretos de Nueva Planta die Auflösung der Cortes sowie der Generalitäten von Aragón und Valencia und hob die Rechtsordnungen (Fuero) beider Königreiche auf. Das Königreich Aragón hörte damit auf zu bestehen. Es wurde nun administrativ als eine Provinz mit dem kastilischen Staat verbunden, in dem sich der spanische Zentralstaat manifestierte. Der Sieg Erzherzog Karls in der Schlacht bei Saragossa mit anschließender Besetzung der Stadt 1710 konnte auf diese Entwicklung keinen Einfluss mehr nehmen. 1714 musste der Erzherzog im Frieden von Rastatt dem spanischen Thron endgültig entsagen, worauf Philipp V. auch Katalonien und die Balearen in den spanischen Staat eingliedern konnte.
Der Titel des Königs von Aragón blieb allerdings bis heute in der traditionellen spanischen Königstitulatur erhalten.

### Ausblick
Während der französischen Besatzung Spaniens in den Napoleonischen Kriegen wurde die aragónesische Provinz 1810 administrativ in drei Präfekturen (Ebro y Cina, Ebro y Jalón und Guadalaviar Alto) aufgeteilt. Nach der Rückkehr der Bourbonen wurden diese in einer ersten Neugliederung des spanischen Staates 1822 in die vier Provinzen Calatayud, Huesca, Teruel und Saragossa reorganisiert. In einer zweiten 1833 von Innenminister Francisco Javier de Burgos initiierten Neugliederung wurde die Provinz Calatayud an jene von Saragossa angeschlossen. Die seither so bestehenden drei Provinzen wurden dazu als Bestandteile der „historischen Region Aragón“ definiert, bei der es sich allerdings nicht um eine administrative Einrichtung gehandelt hatte. Erst mit dem Inkrafttreten des Autonomiestatuts für Aragón am 10. August 1982 erhielt diese Region nun als eine autonome Gemeinschaft (Comunidad autónoma) in den Grenzen des alten Königreichs und mit Saragossa als Hauptstadt wieder den Status einer eigenen Gebietskörperschaft mit eigener Regierung und Gesetzgebung.

## Heraldik

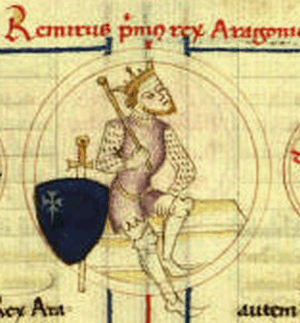
Ramiro I. von Aragón und das „Kreuz des Íñigo Arista“, Genealogies dels comtes de Barcelona, 15. Jahrhundert.

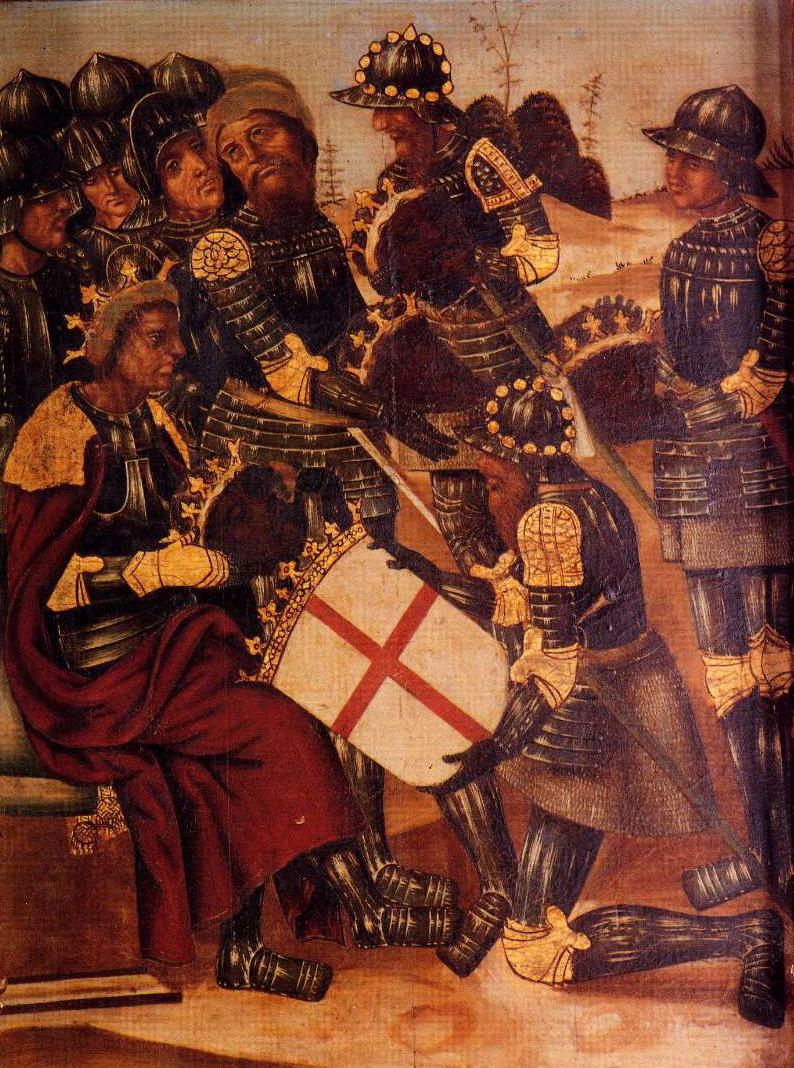
König Peter I. empfängt nach der gewonnenen Schlacht von Alcorez die vier Mohrenköpfe und das Sankt-Georgs-Kreuz. 16. Jahrhundert.

Das Banner der heutigen autonomen Gemeinschaft Aragón ist dem Wappen des Königshauses von Aragon entliehen. Bereits in den Siegeln von Graf Raimund Berengar IV. ist dieses Wappen belegt, das nach dessen Ehe mit Königin Petronella zum Wappen der Krone Aragons avancierte. Von den früheren Königen von Aragon ist nicht bekannt, dass sie je eigene Wappen geführt hätten, zumal das Wappenwesen erst in der zweiten Hälfte des 12. Jahrhunderts aufkam. Dies wurde ihnen allerdings rückwirkend in den Regierungszeiten König Peters IV. (1336–1387) und Johanns I. (1387–1396) zugeschrieben, indem ihnen in diversen genealogischen Abhandlungen aus jener Zeit eigene heraldische Darstellungen beigestellt wurden.
So wurde dem ersten König von Aragón, Ramiro I., ein himmelblauer Schild zur Seite gestellt, dem heraldisch rechts ein weißes Kreuzsymbol aufgetragen war. Dieses Kreuz war wiederum dem charakteristischen Signum  entliehen, mit dem dieser König seine Urkunden zu unterzeichnen pflegte. Der aragónesische Historiker Jéronimo Zurita (Anales de la corona de Aragón) sah in diesem Kreuz ein göttliches Zeichen, das der Legende nach dem Baskenführer Íñigo Arista während einer Schlacht gegen die Mauren am Himmel erschienen sei. Das „Kreuz des Íñigo Arista“ sollte also auf die Herkunft des Hauses Jiménez aus dem baskisch-navarresischen Königsgeschlecht verweisen.
Ab König Peter I. wurde dem Haus Jiménez dagegen ein neues Wappen zugeschrieben, das so genannte „Kreuz von Alcoraz“, das allerdings erst aus der Münzprägung König Peters III. (1276–1285) bekannt ist. Aller Wahrscheinlichkeit nach entsprang dieses Wappen dem Kreuzzugsideal des 13. Jahrhunderts, dem vor allem Peter II. (1196–1213) und Jakob I. „der Eroberer“ (1213–1276) nachgegangen waren. Aber traditionell wird sein Ursprung seit dem 14. Jahrhundert mit einer ebenso legendenbehafteten Überlieferung erklärt, wonach dem König Peter I. nach der siegreichen Schlacht von Alcoraz (1096) vier abgeschlagene Köpfe maurischer Fürsten als Siegestrophäe präsentiert wurden. Und da der König diesen Sieg als ein Resultat der Unterstützung des heiligen Georg erkannt habe, habe er dessen Kreuzsymbol ergänzt durch die vier Mohrenköpfe als neues Wappen seiner Dynastie angenommen. Die Wappen der Inseln Sardinien und Korsika, die für mehrere Generationen der Krone Aragóns angehörten, haben ihren Ursprung vermutlich im „Kreuz von Alcoraz“.
Ab dem späten 15. Jahrhundert wurden beide Wappen, kombiniert mit demjenigen der Krone Aragóns und durch ein viertes die Landschaft Sobrarbe repräsentierendes Wappen ergänzt, zu einem gevierten Wappenschild vereint, das heute als Wappen der autonomen Gemeinschaft Aragón verwendet wird.

## Ergänzende Themen
- Grafschaft Aragón
- Krone von Aragonien
  - Fürstentum Katalonien (Grafschaft Barcelona)
  - Königreich Mallorca
  - Königreich Valencia
- Geschichte Spaniens